# 磨滩河水库
磨滩河水库是中国四川省资阳市安岳县境内的一中型座水库，位于沱江一级支流清流河上，建于1979年。最大库容3974万立方米，正常蓄水位36米（高程384.034米），相应库容3025万立方米；洪水期蓄水位32米（高程380.034米），相应库容2450万立方米，集雨面积为83平方千米，高程389.784米（黄海海拔坐标系）。